# We Belong Together (песня Рэнди Ньюмана)
«We Belong Together» (с англ. — «Мы принадлежим друг другу») — песня, написанная и исполненная Рэнди Ньюманом для фильма 2010 года «История игрушек: Большой побег». Песня была номинирована на несколько наград за лучшую оригинальную песню от различных кинематографических обществ и комитетов по наградам. Песня выиграла Оскар за лучшую оригинальную песню на кинопремии в феврале 2011 года.

## Описание
Это первая песня в музыка к фильму «История игрушек: Большой побег». Весь альбом был написан и дирижирован Рэнди Ньюманом.  После выхода фильма Дисней не выпустил альбом саундтреков к «Истории игрушек: Большой побег» на CD. Он был доступен только как скачиваемая музыка в форматах сжатия с потерями, таких как MP3 и AAC, до января 2012 года, когда Walt Disney Records и Intrada Records выпустили саундтрек на CD.

## Кавер-версии
Брайан Уилсон выпустил кавер на песню из своего альбома 2011 года «In the Key of Disney».

## Награды
| Награда                                           | Категория/Получател(и)    | Результат | Ссылки | Потерял                           |
| ------------------------------------------------- | ------------------------- | --------- | ------ | --------------------------------- |
| 16-я ежегодная награда BFCA Critics Choice Awards | Лучшая оригинальная песня | Номинация | [ 6 ]  | "If I Rise"                       |
| 2010 Общество кинокритиков Денвера                | Лучшая оригинальная песня | Номинация | [ 7 ]  | "If I Rise"                       |
| Награды Общества кинокритиков Феникса 2010        | Лучшая оригинальная песня | Номинация | [ 8 ]  | "You Haven't Seen the Last of Me" |
| 1st Annual Awards.com Movie Awards                | Лучшая оригинальная песня | Номинация |        | "I See the Light"                 |
| 83-я награда Академии                             | Лучшая оригинальная песня | Победа    | [ 1 ]  |                                   |

Когда Ньюман принял свой «Оскар», врученный Дженнифер Хадсон, его речь была юмористической, и Moviefone.com сказал, что он «украл всё шоу» на себя. Тогда он посмеялся над советом, который ему дали.
Песня была номинирована Премию Ассоциации кинокритиков за лучшую песню в 2011 году и на лучшую оригинальную песню на Денверском обществе кинокритиков 2010 года, проиграв обе другой песне «If I Rise». Он потерял награды за лучшую оригинальную песню «You Haven't Seen the Last of Me» на церемонии вручения премии Phoenix Film Critics Society Awards 2010 и «I See the Light» на 1st Annual Awards.com Movie Awards.